# Reserva Arqueológica Menhires del Valle de Tafí

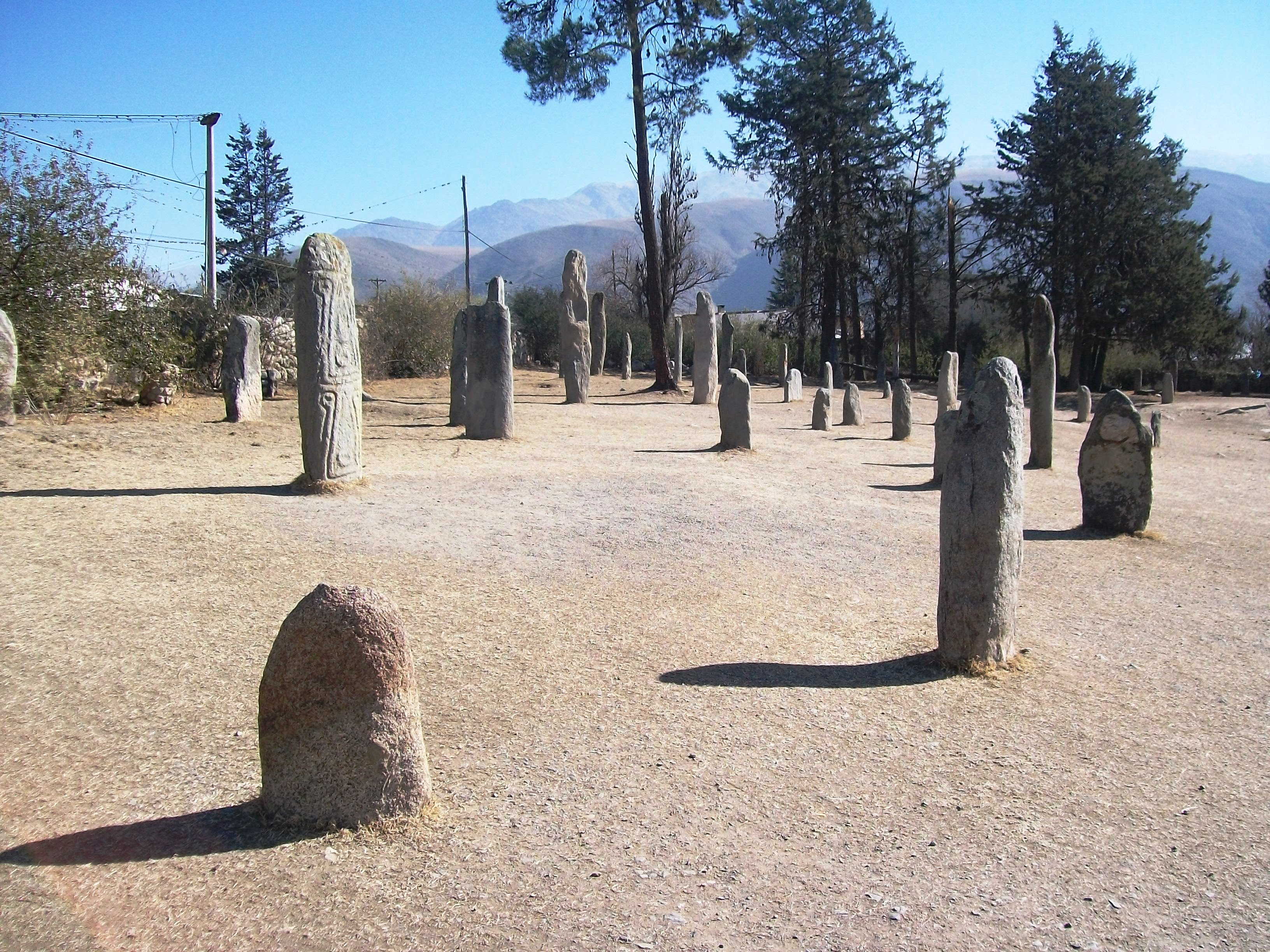
Ansicht der Menhire

Die Reserva Arqueológica Menhires del Valle de Tafí ist ein Menhir-Park in El Mollar südlich von Tafí del Valle in der Provinz Tucumán in Argentinien.
Die Menhire tragen Gesichter, Muster und Symbole (Petroglyphen) und wurden erst vor etwa 2000 Jahren aus dem Fels gehauen. Damit sind die etwa 100 im archäologischen Freiluftmuseum aufgestellten Steine die jüngsten Menhire überhaupt. Sie gelten als Relikte der Bewohner des Tales während der so genannten Tafí-Kultur. Ursprünglich waren sie über das gesamte Tal verstreut, wurden aber auf Anordnung der argentinischen Militärdiktatur von 1976 bis 1983 in einem Menhir-Park zusammengefasst und damit aus dem ursprünglichen Zusammenhang gerissen. Die Absicht, die Steine vor Raub und Beschädigung zu schützen, wurde durch ihre Loslösung aus ihrem örtlichen Zusammenhang, der die weitere Forschung erschwert, konterkariert. Heute sind sie in bedrohlichem Maße der Witterung ausgesetzt.